# بیدارشدن در وحشت
بیدارشدن در وحشت (انگلیسی: Wake in Fright) یک تریلر روان‌شناختی به کارگردانی تد کاچف محصول سال ۱۹۷۱ است. از بازیگران آن می‌توان به دونالد پلیسنس اشاره کرد.
فیلم اقتباس از رمانی به همین نام اثر کنت کوک است و مدتها به عنوان یکی از فیلم‌های کالت گمشده سینمای استرالیا شناخته می‌شد تا مجدداً در سال ۲۰۰۹ در جشنواره کن اکران شد و تحسین همگانی را برانگیخت.